# Amilcar Type C 4

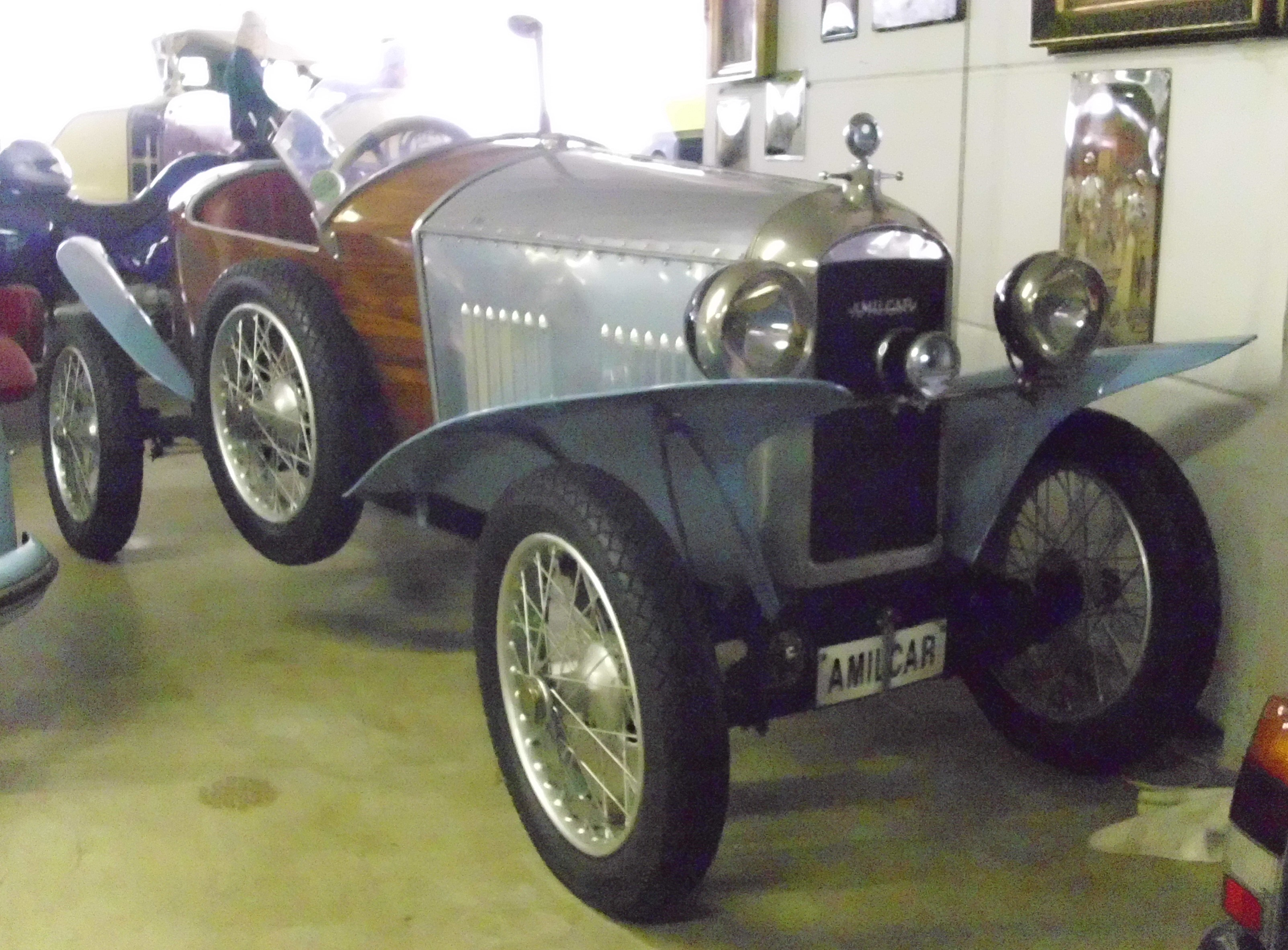
Amilcar Type C 4 von 1923 oder 1924 im aufgelösten Automuseum Stainz

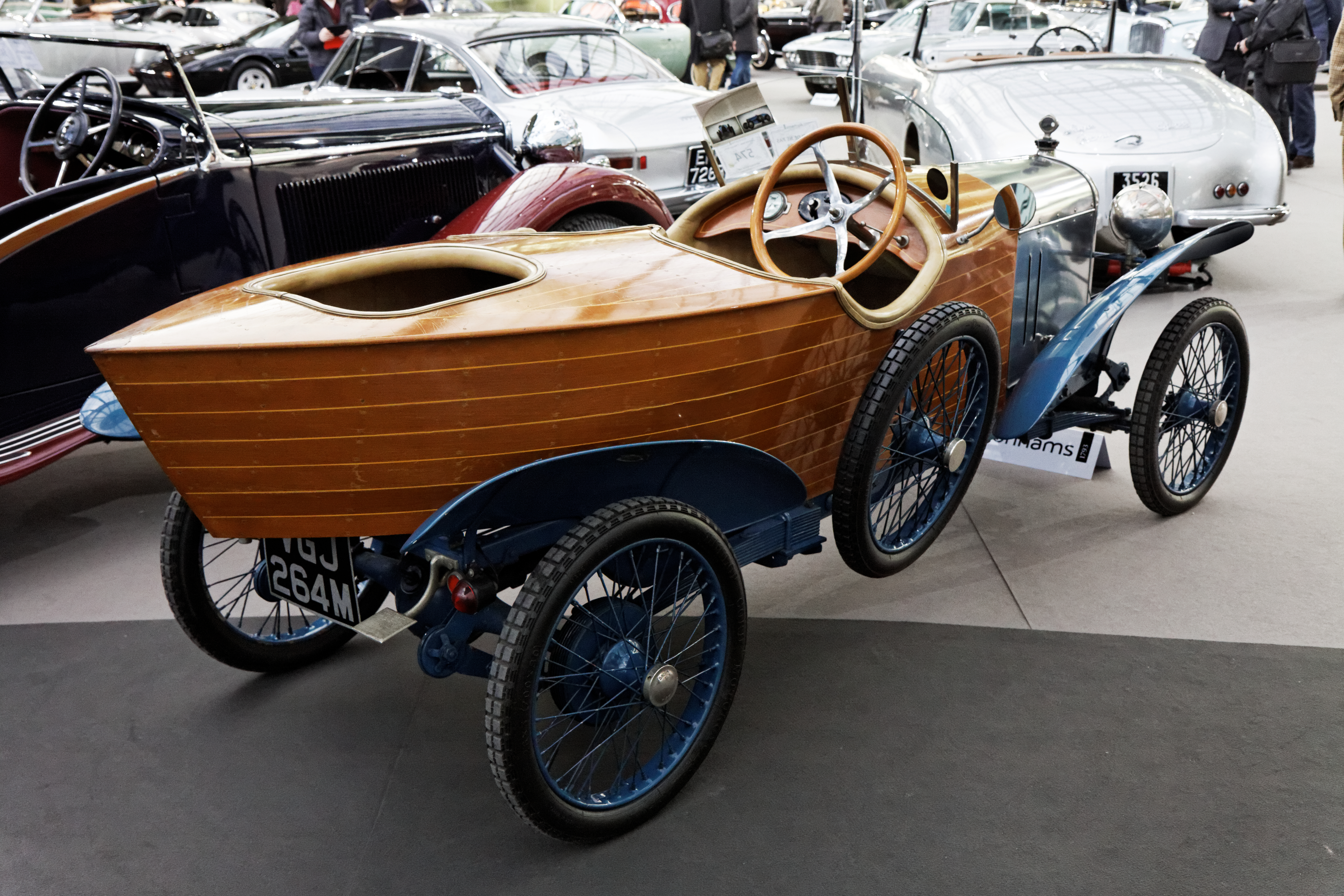
Heckansicht mit dem dritten Sitz

Der Amilcar Type C 4 (kurz Amilcar C 4) war ein Pkw der französischen Marke Amilcar. Das C 4 stand für Cyclecar mit 4 Sitzen, was ein Widerspruch ist, da Cyclecars maximal zwei Sitze haben dürfen. Es gibt auch die Schreibweise Amilcar Type C4.

## Beschreibung
Das Fahrzeug wurde im Oktober 1922 vorgestellt. Es basierte auf dem Amilcar Type CC. Es hatte ebenfalls einen Vierzylindermotor in Monoblockbauweise. Die Zylinderbohrung war mit 58 mm etwas größer, während der Hub mit 95 mm identisch war. Das ergab 1004 cm³ Hubraum und eine Einstufung mit 6 Cheval fiscal. Der Motor leistete 22 PS bei 3000 Umdrehungen. Ein Anlasser war serienmäßig.
Der wassergekühlte Frontmotor trieb über ein Dreiganggetriebe und eine Kardanwelle die Hinterachse an. Zunächst gab es weder ein Differentialgetriebe noch Vorderradbremsen. Das Fahrzeug hatte 245 cm Radstand und 110 cm Spurweite.
Überliefert sind Roadster mit zwei Sitzen, Coupé mit zwei bis drei Sitzen, Limousinen mit drei und mit vier Sitzen, Tourenwagen mit drei und mit vier Sitzen und Kastenwagen. Das Leergewicht betrug je nach Aufbau 650 bis 950 kg.
Modellpflege brachte 1925 ein Differential, im Oktober 1926 eine verbesserte Lenkung wie im Amilcar Type G, Ende 1926 eine elektrische Hupe, Anfang 1928 12-Volt-Elektrik und im Oktober 1928 Vorderradbremsen.
1929 wurde das Modell ohne Nachfolger eingestellt. Die Motoren erhielten die Nummern von 5001 bis 9950, was auf maximal 4950 Fahrzeuge schließen lässt. Es ist anzunehmen, dass der Amilcar Type CS mit dem gleichen Motor in diesen Zahlen enthalten ist.

## Auktionsergebnisse
Das Fahrzeug aus dem aufgelösten Automuseum Stainz wurde mehrfach auf Auktionen angeboten. Im April 2018 wurden 26.500 Pfund Sterling erzielt. Ob es zu diesem Preis auch tatsächlich verkauft wurde, ist unklar. Denn bereits im Juni 2018 bot dasselbe Auktionshaus das Fahrzeug erneut an, erwartete einen unteren Schätzpreis von 26.000 Pfund und versteigerte das Fahrzeug nicht. Im Februar 2019 erwartete ein anderes Auktionshaus einen unteren Schätzpreis von 25.000 Pfund, erzielte aber nur 23.055 Pfund.

## Motorsport
Dieses Modell war nicht für den Motorsport konzipiert. Trotzdem wurde es bei einigen Rennen eingesetzt. André Morel fuhr auf dem Circuit des Routes Pavées. Maurice Boutmy nahm am 24-Stunden-Rennen von Le Mans 1923 teil.